# Cerbère
Cerbère [sɛʁbɛʁ] (katalanisch Cervera de la Marenda) ist eine französische Gemeinde mit 1213 Einwohnern (Stand 1. Januar 2022) im Département Pyrénées-Orientales der Region Okzitanien.

## Name
Die Namensherkunft ist nicht eindeutig geklärt. Der Name des Orts und das Wappen spielen möglicherweise auf die mythologische Gestalt des Kerberos an. In der Katalanischen Sprache heißt der Ort Cervera de la Marenda.

## Geografie

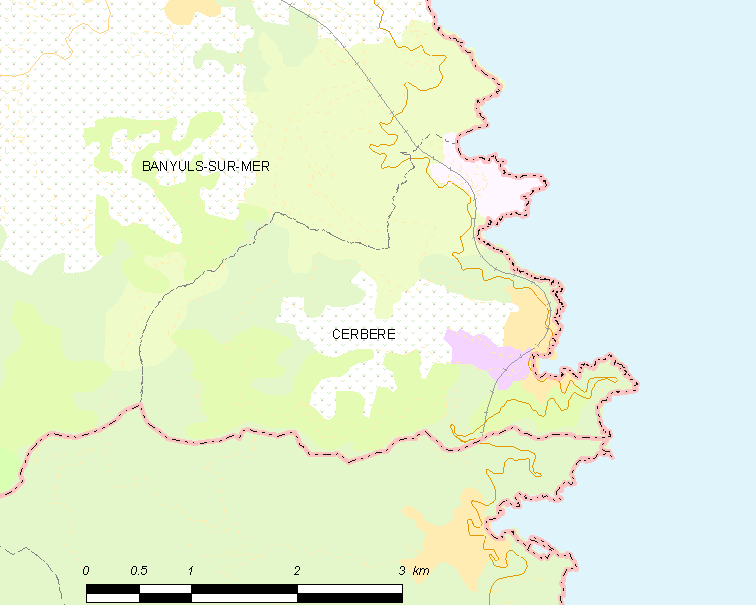
Karte von Cerbère

Cerbère liegt an der Küste des Mittelmeers am östlichen Rand der Pyrenäen. Die Gemeinde befindet sich in der historischen katalanischen Comarca Rosselló an der Südküste des Golfe du Lion („Côte Vermeille“) unmittelbar an der Grenze zu Spanien und ist der südlichste Festlandsort Frankreichs. Der Eisenbahnerort Cerbère ist die östlichste Gemeinde des Départements Pyrénées-Orientales.

## Geschichte

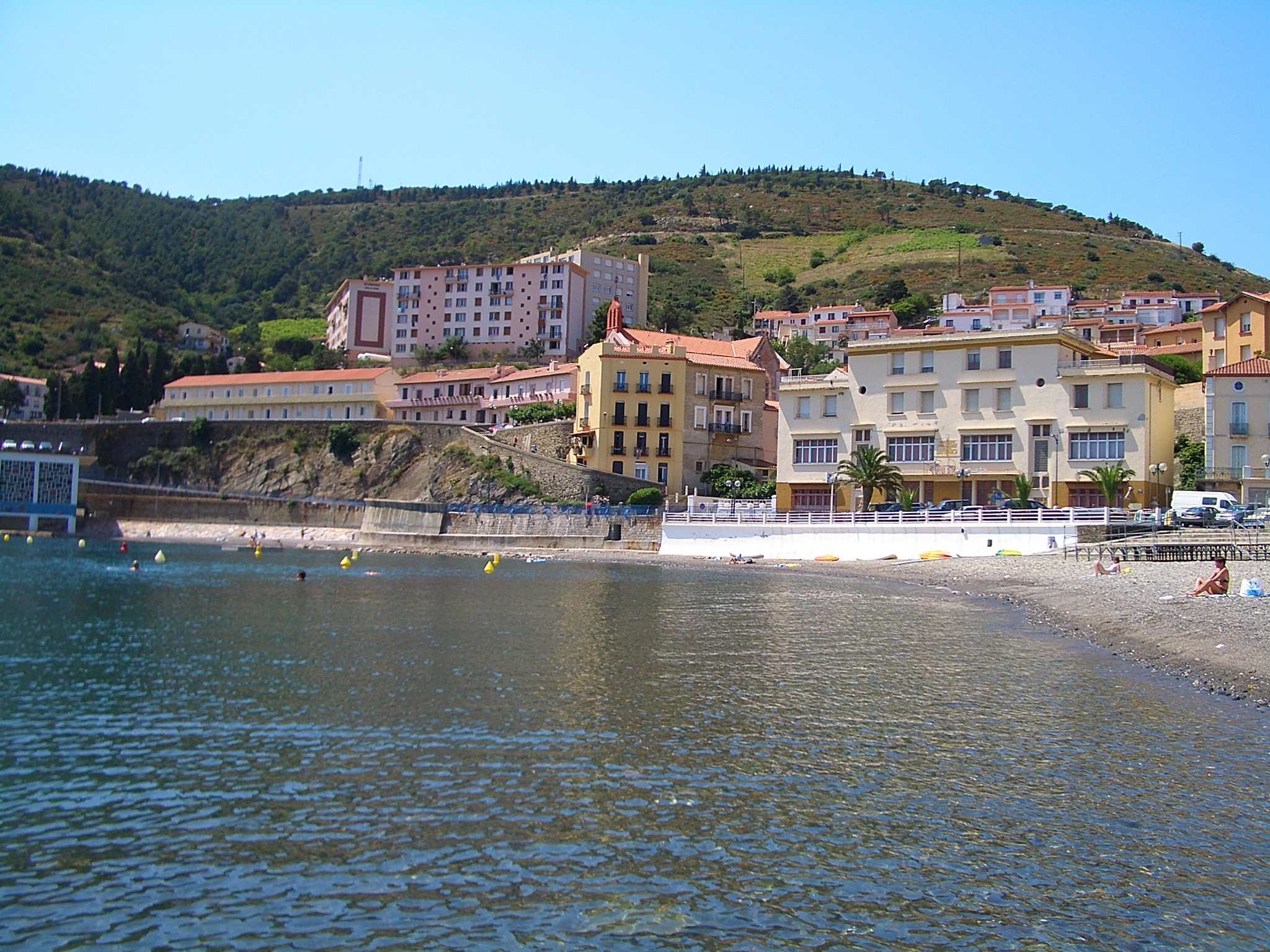
Strand

Die Existenz von Megalithen, von denen einige bis ins 14. Jahrhundert hinein bewohnt waren, deutet auf eine prähistorische Besiedlung der Gegend hin.
Im 1. Jahrhundert erwähnte der römische Geograph Pomponius Mela die Örtlichkeit als von Hirschen (französisch Cerfs) bewohnte südliche Grenze Galliens. Die Gründung des Weilers erfolgte in der karolingischen Zeit im 9. Jahrhundert. Erstmals urkundlich erwähnt wurde Cerbère als Vall de Cervera im Jahr 981. Eine dem „Erlöser“ geweihte Kapelle erhielt den Namen Sant Salvador de Cervera. Der Bau der nahen Burganlage Castell de Querroig brachte weiteres, indes spärliches Bevölkerungswachstum. Bis 1789 blieb Cerbère unbedeutend.
Als Folge der Revolution konnten, nachdem der Adel seine Privilegien verloren hatte, Familien aus Banyuls ihren Weinanbau in das Tal von Cerbère („Vallée de cerfs“ – Hirschtal) ausdehnen. In den 1820er Jahren begann der Schmuggel mit Spanien auf dem Seeweg, der 1841 zum Bau eines Zollpostens in Cerbère führte. Der Bau der Eisenbahn im Jahr 1846 brachte neue Einwohner aus den Reihen der Verwaltung.
Im Jahr 1888 wurde Cerbère als Gemeinde von Banyuls unabhängig. Bis Anfang des 19. Jahrhunderts war der Ort zu einer Kleinstadt herangewachsen; 1906 wurden 1333 Einwohner gezählt.

### Bevölkerungsentwicklung
| Jahr      | 1962 | 1968 | 1975 | 1982 | 1990 | 1999 | 2009 | 2017 |
| Einwohner | 2438 | 2064 | 1940 | 1641 | 1461 | 1487 | 1510 | 1355 |

## Infrastruktur

### Verkehr

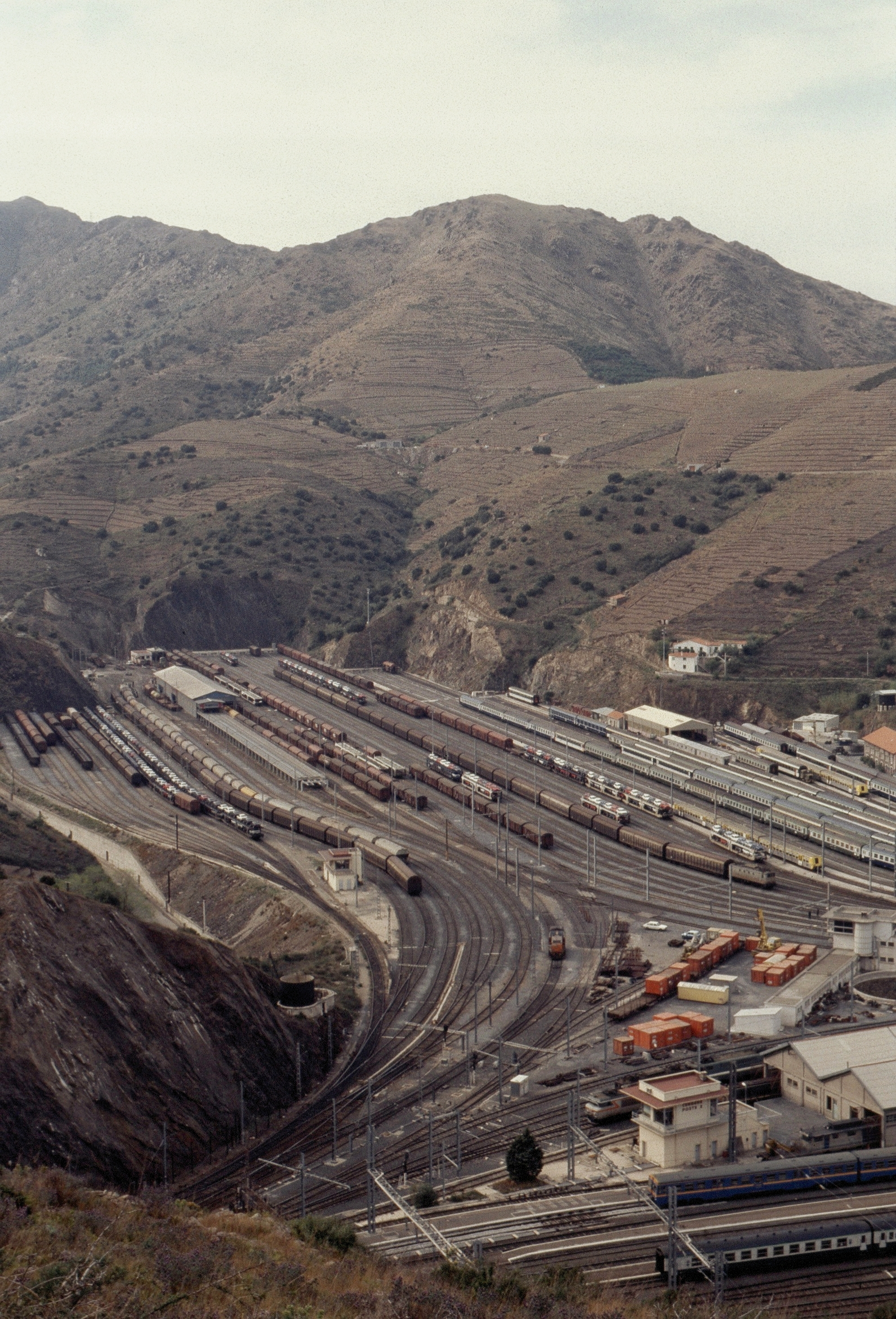
In den Berg „hineingebauter“ Güter- und Abstellbahnhof, 1989

Besondere Bedeutung kommt Cerbère im Eisenbahnverkehr zu. Der das Ortsbild prägende Grenzbahnhof Cerbère an der Bahnstrecke Narbonne–Portbou ist neben Hendaye der bedeutendste Übergang nach Spanien. Er wurde 1878 von der Compagnie des chemins de fer du Midi gebaut. Der Architekt war Gustave Eiffel; entstanden ist ein Stahl-Glas-Bau, der kürzlich renoviert wurde. 
In Cerbère enden die Gleise der Bahnstrecke Barcelona–Cerbère in spanischer Breitspur, die der französischen Normalspur führen hingegen 1,9 km weiter in den spanischen Bahnhof Portbou, wo sich auch eine Umspuranlage befindet. Rechtwinklig zur Durchgangsstrecke erstreckt sich ein großer Abstell-, Rangier- und Verschiebebahnhof.
Die Bedeutung Cerbères ist mit der 2010 eingeweihten Hochgeschwindigkeitsstrecke LGV Perpignan–Figueres jedoch stark zurückgegangen: Während vorher alle Fernzüge auf der Mittelmeerstrecke von und nach Spanien hier hielten, gibt es jetzt im Fernverkehr nur noch zwei Nacht-Intercity täglich nach Paris und nach Cartagena, ansonsten Regionalzüge der Nahverkehrsgesellschaft Transport express régional (TER).
Auf der Straße ist Cerbère auf der Départementsstraße D 914 erreichbar, die an der Grenze in die spanische N-260 übergeht.

### Wirtschaft
Die Reben in der Gemeinde gehören zu den Anbaugebieten des Süßweins Banyuls (VDN) sowie des Muscat de Rivesaltes.

## Coma Enestapera

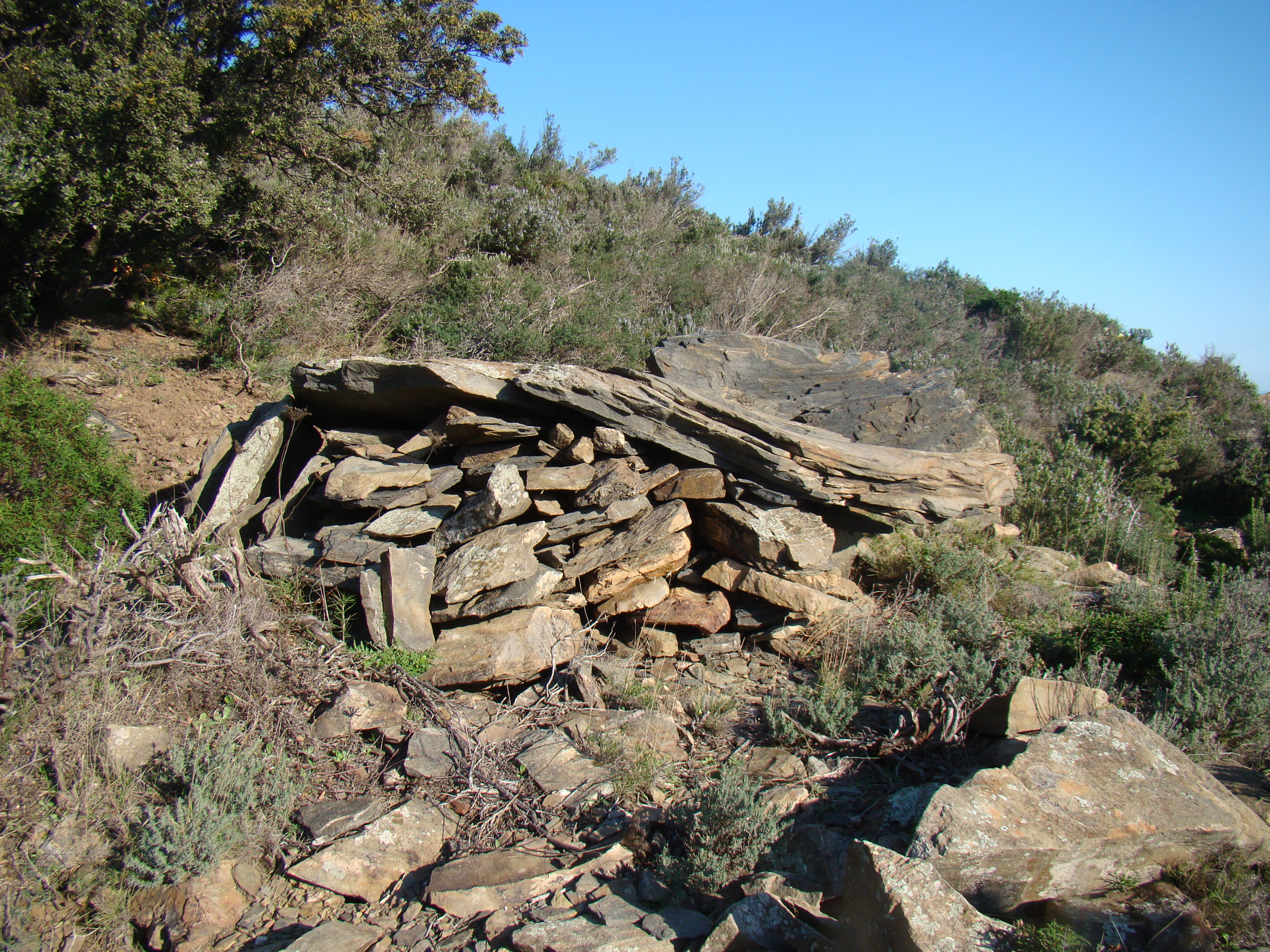
Dolmen Coma Enestapera

Die Coma Enestapera oder Coma Estapera ist ein schwer beschädigter Dolmen oberhalb des Orts. Der kleine Dolmen liegt auf einer Anhöhe der Pyrenäen und besteht aus Schiefer, einem Gestein, das leicht zerbröckelt. Die Ausgrabungen erbrachten nur wenige Ergebnisse.
In der Nähe liegen die Dolmen Coll de la Farella und Coll de les Portes.

## Persönlichkeiten
- Pierre Bacqueyrisses (1893–1949), Unternehmer und Autorennfahrer, wurde in Cerbère geboren.
- Édouard Ramonet (1909–1980), französischer Politiker, wurde in Cerbère geboren.
- Alfred Nakache (1915–1983), ein aus Algerien stammender französischer Schwimmer und Wasserballspieler, der das KZ Auschwitz überlebt hatte, starb in Cerbère beim täglichen Schwimmtraining im Hafen an einem Herzinfarkt.
- Jacques Bailbé (1924–1992), französischer Romanist und Literaturwissenschaftler, wuchs in Cerbère auf.